# Multiquaestia
Multiquaestia is een geslacht van vlinders van de familie bladrollers (Tortricidae).

## Soorten
- M. agassizi Aarvik & Karisch, 2009
- M. albimaculana Karisch, 2005
- M. andersi Aarvik & Karisch, 2009
- M. dallastai Aarvik & Karisch, 2009
- M. fibigeri Aarvik & Karisch, 2009
- M. iringana Aarvik & Karisch, 2009
- M. kingstoni Aarvik & Karisch, 2009
- M. purana Aarvik & Karisch, 2009
- M. skulei Aarvik & Karisch, 2009